# Gaming Innovation Group
Gaming Innovation Group Inc. (GIG) é uma empresa pública sediada em Malta que oferece serviços de cassino, apostas esportivas e pôquer entre empresas, por meio de seus sites de jogos on-line: Guts.com, Rizk.com, Betspin.com, Superlenny. com, Thrills.com, PlayStar Casino e Kaboo.com
A GIG é uma empresa registrada nos EUA que opera em Malta e cinco outras localizações em toda a Europa (Marbella, Oslo, Kristiansand, Gibraltar, Copenhagen). A empresa está listada na Bolsa de Valores de Oslo sob o símbolo 'GIG'.

## História
Gaming Innovation Group Ltd. foi constituída como Donkr International Ltd. em 2008, em Malta. Gaming Innovation Group foi listado na Bolsa de Valores de Oslo em junho de 2015. Em junho de 2016, o Gaming Innovation Group adquiriu a Betit Holdings por € 54 milhões.
Em janeiro de 2018, a empresa abriu uma nova sede em Malta.